# چی شمالی
چی شمالی نام سلسله‌ای در شمال شرقی چین امروزی بود که در سال ۵۵۰ توسط گائو یان تأسیس شد. گائو یان پسر گائو هوآن، فرمانده چینی‌تبار سلسله وئی شمالی، بود. شورش گائو هوآن منجر به تجزیه قلمروی وئی شمالی به دو نیمه غربی و شرقی در سال ۵۳۴ شد. از این زمان گائو هوآن تا به هنگام مرگ همه‌کاره سلسله وئی شرقی بود که در ظاهر یکی از نوادگان سلسله وئی شمالی بر آن حکومت می‌کرد. در منطقه وئی غربی نیز فرمانده یوی‌وین‌تایا، رقیب گائو هوآن، حکومت می‌کرد اما در ظاهر قدرت دست یک شاه از سلسله وئی بود. اما گائو یان، پسر گائو هوآن، رسما در سال ۵۵۰ آخرین شاه وئی شرقی را وادار به استعفا کرد و به روایتی او را مسموم و به همراه هفتصد و بیست و یک نفر از خویشاوندان کشته شده را غرق کردند تا از دفن شدن محروم باشند. او سلسله‌ای را تاسیس کرد که امروز چی شمالی خوانده می‌شود.

## زوال و فروپاشی
بازماندگانی سلسله وئی در قلمروی موسوم به وئی غربی هفت سال بیشتر حکومت کردند تا این‌که یکی از نوادگان یوی‌وین‌تایا، آخرین شاه سلسله وئی غربی را نیز خلع کرد و سلسله ژو شمالی را تأسیس کرد. رقابت شدید بین وئی شرقی و غربی به جانشینانشان یعنی سلسله‌های ژو شمالی و چی شمالی به ارث رسید. این دو سلسله رقیب با اقوام کوچگر استپ‌های مغولستان برعلیه یک‌دیگر متحد می‌شدند. در ابتدا گائو هوآن با آناهوآن، خاقان روران، برعلیه یوی‌وین‌تایا متحد شد اما روران‌ها توسط گوک‌ترک‌ها از بین رفتند. در سال ۵۷۷ آخرین امپراتور چی شمالی به اسارت ژو شمالی درآمد اما یکی از شاهزادگان چی شمالی به نام گائو شائوئی به نزد گوک‌ترک‌ها فرار کرد و یکی از نظامیان چی شمالی به نام گائو بائو انین به نفع او دست به شورش زد اما این شورش شکست خورد و طبق توافق گوک‌ترک‌ها و ژو شمالی در سال ۵۸۰، گائو شائوئی به ژو شمالی تحویل داده شد و او در تبعید در سیچوآن در گذشت. 